# Itero del Castillo
Itero del Castillo ist ein Ort und eine Gemeinde (municipio) mit 71 Einwohnern (Stand: 2024) in der Provinz Burgos in der nordspanischen Autonomen Region Kastilien-León. Die Gemeinde gehört zur Comarca Odra-Pisuerga.

## Lage
Itero del Castillo liegt in der kastilischen Hochebene (meseta) in einer Höhe von etwa 783 Metern ü. d. M. und etwa 60 Kilometer in westsüdwestlicher Entfernung von der Stadt Burgos. Der Río Pisuerga begrenzt die Gemeinde im Westen. 

## Bevölkerungsentwicklung
| Jahr      | 1970 | 1981 | 1991 | 2001 | 2011 | 2021 |
| Einwohner | 227  | 172  | 142  | 123  | 105  | 82   |

## Wirtschaft
Die Region ist seit Jahrhunderten wesentlich von der Landwirtschaft geprägt; die Bewohner früherer Zeiten lebten hauptsächlich als Selbstversorger, aber auch Handwerk und Kleinhandel spielten eine Rolle. Ein Schwerpunkt lag auf der Anzucht von Bäumen aller Art, die letztlich in ganz Zentralspanien angepflanzt wurden.

## Sehenswürdigkeiten
- Christopheruskirche (Iglesia de San Cristóbal)
- Einsiedelei San Nicolás
- Kastell
- Brücke von Itero

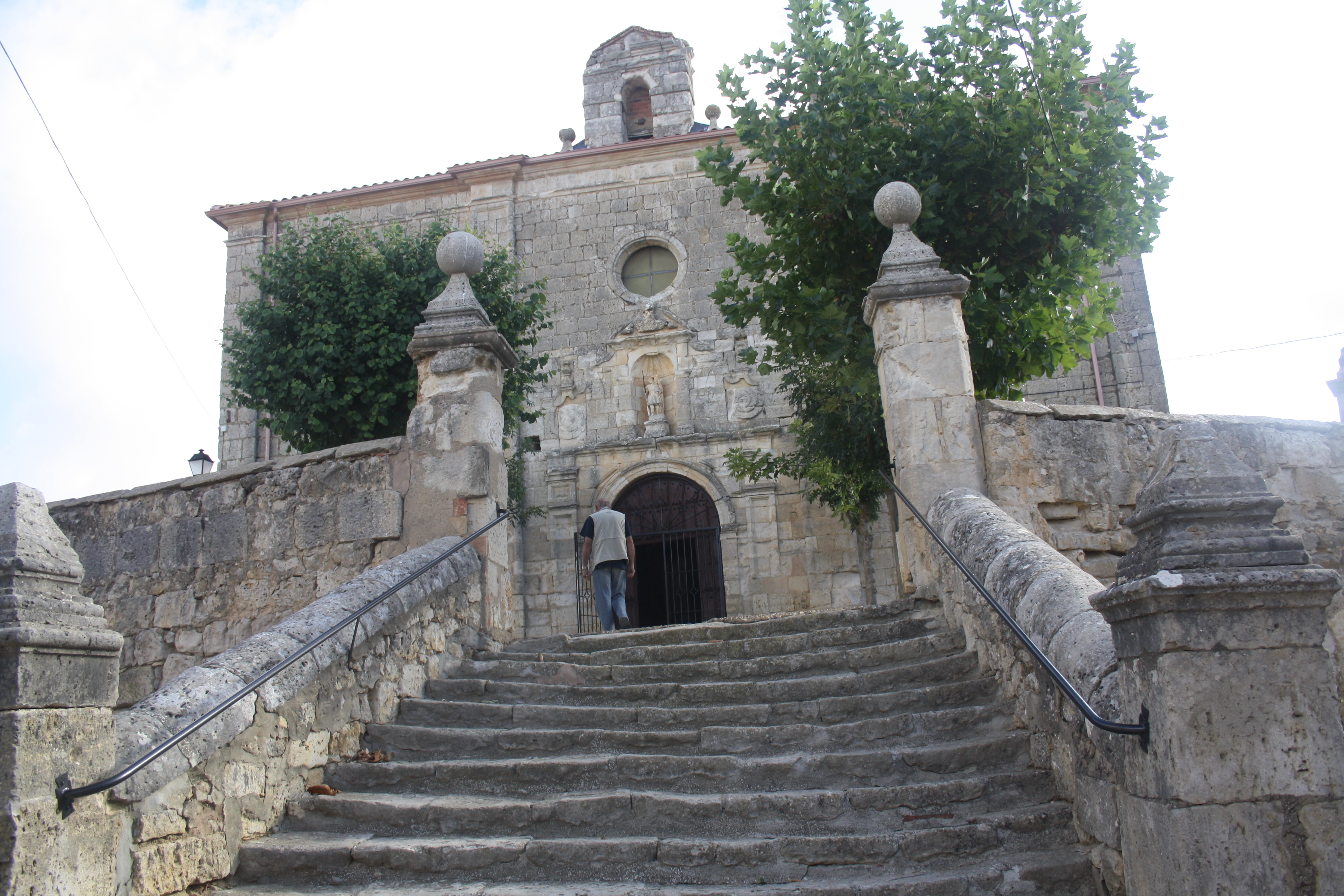
Christopheruskirche
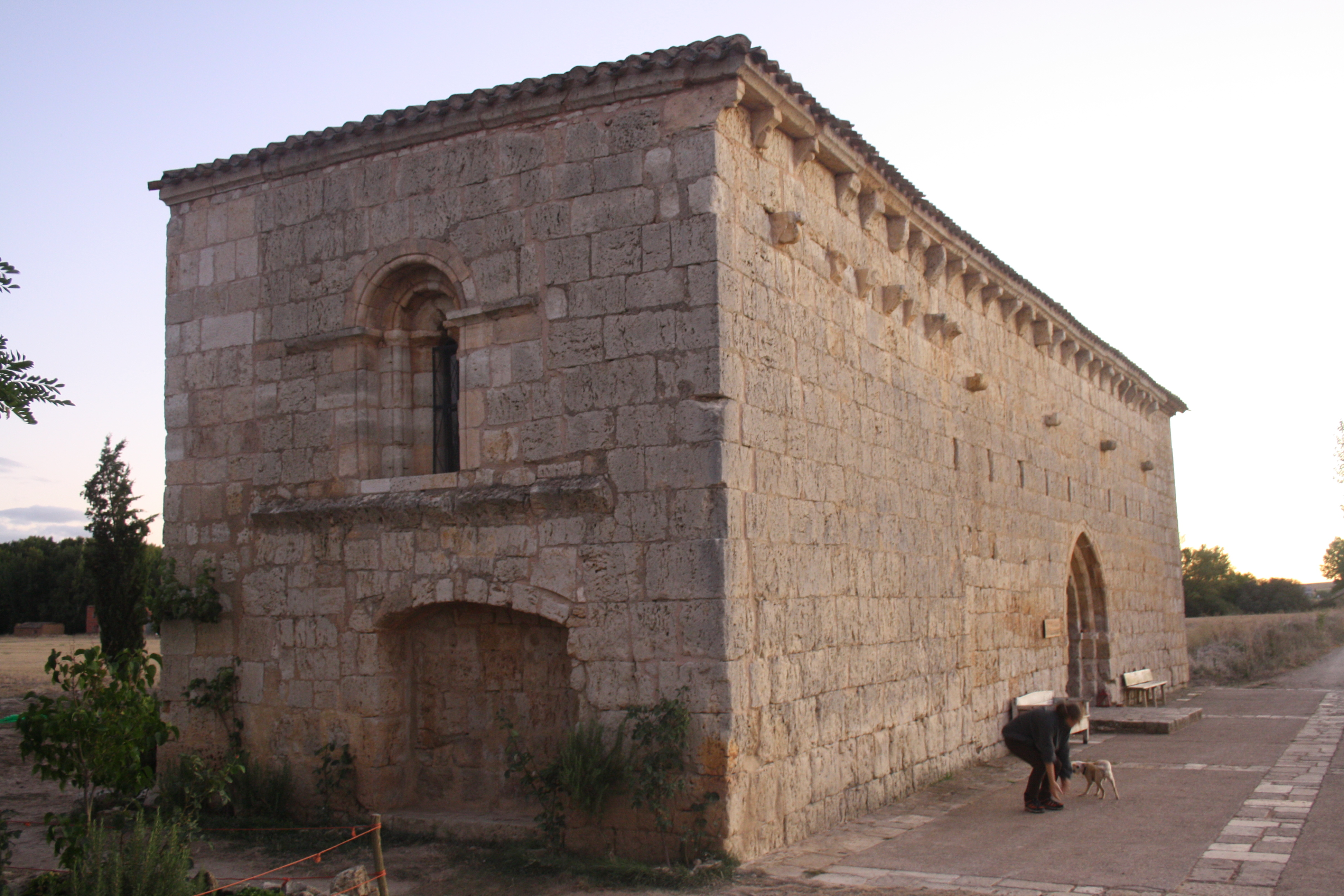
Einsiedelei von San Nicolás
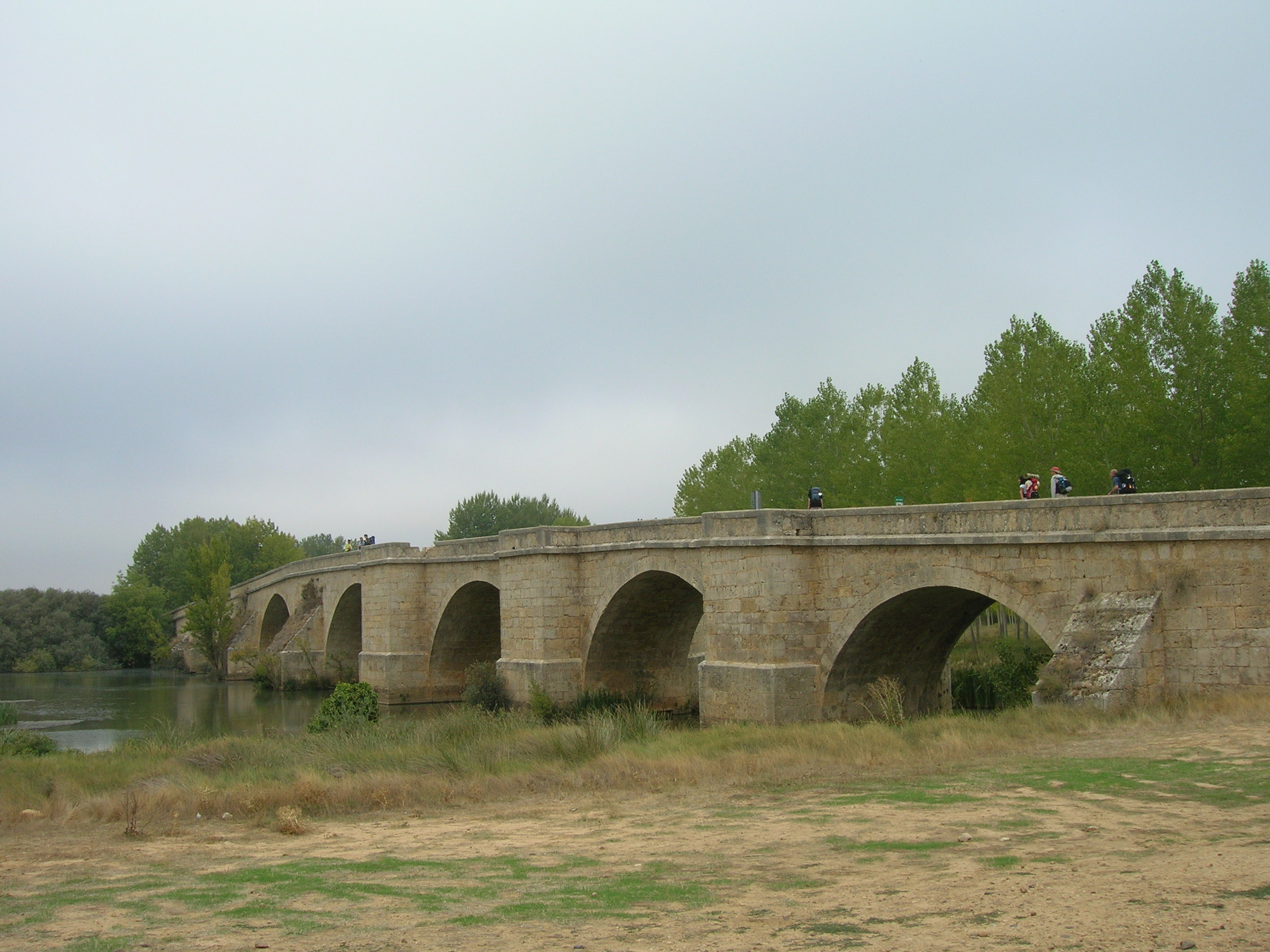
Brücke von Itero